# 플루시토신
플루시토신(Flucytosine)은 5-플루오로사이토신 (5-FC)으로도 알려진 항진균제이다. 이는 심각한 칸디다증 및 크립토콕쿠스증에 암포테리신 B와 함께 특별히 사용된다. 이는 단독으로 사용하거나 크로모미코시스에 다른 항진균제와 함께 사용할 수 있다. 플루시토신은 경구 및 정맥 주사로 사용된다.
일반적인 부작용으로는 골수 억제, 식욕 부진, 설사, 구토, 정신증 등이 있다. 드물게 과민증 및 기타 알레르기 반응이 발생한다. 임신 중 사용이 아기에게 안전한지는 불분명하다. 플루시토신은 불소화된 피리미딘 유사체 계열의 약물이다. 이는 곰팡이 내부에서 플루오로유라실로 전환되어 단백질을 만드는 능력을 손상시키는 방식으로 작용한다.
플루시토신은 1957년에 처음 만들어졌다. WHO 필수 의약품 목록에 포함되어 있다. 2016년 기준으로 미국에서는 하루 약 2,000달러가 드는 반면 영국에서는 하루 약 22달러가 든다. 개발도상국의 많은 지역에서는 사용할 수 없다.

## 의료적 사용
플루시토신 경구제는 칸디다 또는 크립토코쿠스 네오포르만스 감수성 균주에 의한 심각한 감염 치료에 사용된다. 감수성 균주가 감염을 유발하는 경우 크로모미코시스(chromoblastomycosis) 치료에도 사용할 수 있다. 플루시토신은 비교적 약한 항진균 효과와 빠른 내성 발현으로 인해 생명을 위협하는 진균 감염에 단독으로 사용해서는 안 되며, 암포테리신 B 및 플루코나졸이나 이트라코나졸과 같은 아졸계 항진균제와 함께 사용해야 한다. 칸디다성 방광염과 같은 경미한 감염은 플루시토신 단독으로 치료할 수 있다. 일부 국가에서는 일주일 이내의 느린 정맥 주사 치료도 치료 옵션이며, 특히 질병이 생명을 위협하는 경우에 해당된다.
면역억제 환자에게 심각한 진균 감염이 발생할 수 있다. 이러한 환자는 플루시토신을 포함한 병용 요법으로 이득을 보지만, 특히 암포테리신 B와의 병용 요법에서 부작용 발생률이 더 높을 수 있다.

### 임신과 모유 수유
동물 모델(쥐)에서 플루시토신은 기형유발물질로 밝혀졌다. 충분한 인체 데이터는 없다. 임신한 여성은 잠재적 이익이 태아에 대한 잠재적 해를 초과하는 경우에만 플루시토신을 투여해야 한다.
플루시토신이 인간 모유로 분배되는지는 알려져 있지 않다. 어린이에게 잠재적인 위험이 있으므로 환자는 플루시토신 치료 중 모유 수유를 해서는 안 된다.

### 어린이
18세 미만 환자에 대한 유효성과 안전성은 확립되지 않았다.

## 부작용
- 골수 기능을 손상시키는 약물(예: 세포증식억제제)로 치료받는 환자는 주의해서 치료해야 한다. 혈구수를 매우 자주 측정해야 한다.
- 신장 질환이 있는 환자는 플루시토신을 신중하고 감량 투여해야 한다. 적절한 투여량에 대한 지침이 있다. 이러한 환자에게는 혈청 농도 측정이 필수적이다.
- 플루시토신을 투여받는 모든 환자는 엄격한 의료 감독 하에 있어야 한다.
- 혈액학적, 신장, 간 기능 검사는 치료 중 자주 실시해야 한다(초기에는 매일, 나머지 치료 기간 동안에는 주 2회).
- 기존 골수 억제 및 간 손상이 있는 환자는 주의해서 치료해야 한다.
- 골수 및 위장관 조직에 대한 항증식 작용: 약물이 빠르게 증식하는 조직에 대한 선호도 때문에 골수 억제(빈혈, 백혈구 감소증, 범혈구 감소증, 드물게는 무과립구증)가 발생할 수 있다. 재생불량성빈혈도 관찰되었다. 골수 독성은 되돌릴 수 없으며, 특히 면역억제 환자에게 사망을 유발할 수 있다. 위장관 독성은 심각하거나 드물게 치명적일 수 있으며 식욕 부진, 복부 팽만, 복통, 설사, 구강 건조, 십이지장 궤양, 위장관 출혈, 메스꺼움, 구토, 궤양성 대장염으로 구성된다.
- 간 기능: 간 효소 및 빌리루빈 상승, 간 기능 장애, 황달 및 한 환자에게서 간 괴사가 모두 관찰되었다. 일부 치명적인 사례가 보고되었지만, 대부분의 사례는 되돌릴 수 있었다.
- 신장 기능: 혈중 요소 질소 및 혈청 크레아티닌 증가가 관찰되었다. 결정뇨 (소변에 결정이 형성되어 배설되는 것) 및 급성 콩팥 손상도 관찰되었다.
- 중추신경계 이상 반응은 빈번하며, 혼돈, 환각, 정신증, 운동실조, 청각 장애, 두통, 저림, 파킨슨병, 말초신경병증, 어지럼증, 진정이 포함된다.
- 피부 반응: 발진, 가려움증, 광민감도가 모두 관찰되었다. 독성 표피 괴사(리엘 증후군)도 발생할 수 있으며 생명을 위협할 수 있다.
- 과민증: 때로는 전신 홍반, 가려움증, 결막 주사, 발열, 복통, 부종, 저혈압 및 기관지 경련 반응으로 구성된 과민증 사례가 관찰된다.

플루시토신이 인간 발암물질인지는 알려져 있지 않다. 플루시토신의 대사로 인해 결장에서 알려진 발암물질인 5-플루오로유라실의 미량이 발견되기 때문에 이 문제가 제기되었다.

## 상호작용
플루시토신은 암포테리신 B의 독성을 증가시킬 수 있으며, 그 반대도 마찬가지이지만, 이 조합은 생명을 구할 수 있으며 필요할 때마다 (예: 크립토코쿠스성 수막염) 사용해야 한다. 세포 증식 억제제인 사이타라빈은 플루시토신의 항진균 활성을 억제한다.

## 과다 복용
증상과 그 심각성은 알려져 있지 않다. 플루시토신은 면밀한 의료 감독 하에 사용되기 때문이지만, 골수, 위장관, 간, 콩팥 기능에 대한 일반적으로 발생하는 약물 부작용의 과도한 발생이 예상된다. 강력한 수분 공급과 혈액투석은 신체에서 약물을 제거하는 데 도움이 될 수 있다. 혈액 투석은 신장 기능이 손상된 환자에게 특히 유용하다.

## 약리학

### 작용 기전
두 가지 주요 작용 기전이 밝혀졌다:
- 플루시토신은 균 내부에서 세포 증식 억제제인 플루오로유라실[8]로 전환되어 추가 활성화 단계를 거쳐 RNA 생합성과 5-플루오로우라실 삼인산으로 상호 작용하여 특정 필수 단백질의 합성을 방해한다.
- 플루시토신은 또한 5-플루오로데옥시유리딘 일인산으로 전환되어 곰팡이 DNA 합성을 억제한다.

### 감수성 곰팡이 스펙트럼 및 내성
플루시토신은 시험관 내 및 생체 내에서 일부 칸디다 및 크립토코쿠스 균주에 대해 활성을 나타낸다. 제한된 연구에 따르면 플루시토신은 스포로트릭스, 아스페르길루스, 클라도스포리움, 엑소피알라, 피알로포라 감염에 가치가 있을 수 있다.
내성은 치료 경험이 없는 환자와 플루시토신 치료 중인 환자 모두에서 흔히 관찰된다. 다양한 칸디다 균주에서 환자로부터 얻은 모든 검체의 1~50%에서 내성이 발생하는 것으로 알려졌다.

### 약동학 데이터
플루시토신은 위장관에서 잘 흡수된다(75~90%). 식사와 함께 섭취하면 흡수 속도가 느려지지만 흡수량은 감소하지 않는다. 경구 투여량 2 그램 후 최고 혈청 농도는 약 6시간 후에 도달한다. 최고 농도에 도달하는 시간은 치료를 계속함에 따라 감소한다. 4일 후 최고 농도는 2시간 후에 측정된다. 약물은 신장으로 배설된다. 정상 환자에서 플루시토신은 2.5~6시간의 반감기를 갖는다고 보고되었다. 신장 기능이 손상된 환자에서는 더 높은 혈청 농도가 나타나고 약물이 축적되는 경향이 있다. 약물은 주로 변하지 않은 상태로 소변으로 배설되며(경구 투여량의 90%) 미량만 대사되어 대변으로 배설된다. 치료 혈청 농도는 25~100 μg/ml 범위이다. 100 μg 이상의 혈청 농도는 부작용 발생률 증가와 관련이 있다. 모든 환자에게 정기적인 혈청 농도 측정이 권장되며, 신장 손상이 있는 환자에게는 필수적이다.

## 경제성
제네릭 의약품으로 미국에서 특허가 만료되었지만, 2016년 1월 기준 미국 식품의약국(FDA) 승인을 받은 제약 공급업체는 발리언트 제약 한 곳뿐이었다. 이 독점으로 인해 250 mg 정제당 가격은 2015년 12월 기준 75 kg 성인(165 파운드)의 일일 치료 비용으로 약 2110달러/일, 2주 치료 과정에 29,591달러로 정제당 70.46달러였다. 이러한 플루시토신 가격은 메다 AB 제약을 통해 영국과 유럽에서보다 미국에서 100배 이상 높다.

## 다른 동물
스위스와 같은 일부 국가에서는 고양이, 개, 새를 암포테리신 B와 함께 인간과 동일한 적응증에 대해 플루시토신을 치료제로 허가했다.